# Kanken

Kanken (漢検) est un test d'aptitude en kanjis japonais. Son nom est l'abréviation de nihon kanji nōryoku kentei shiken (日本漢字能力検定試験), ce qui signifie « Test de certification d'aptitude en kanjis japonais », et l'on trouve aussi parfois kanji kentei (漢字検定). Il est organisé par la fondation The Japan Kanji Aptitude Testing Foundation.

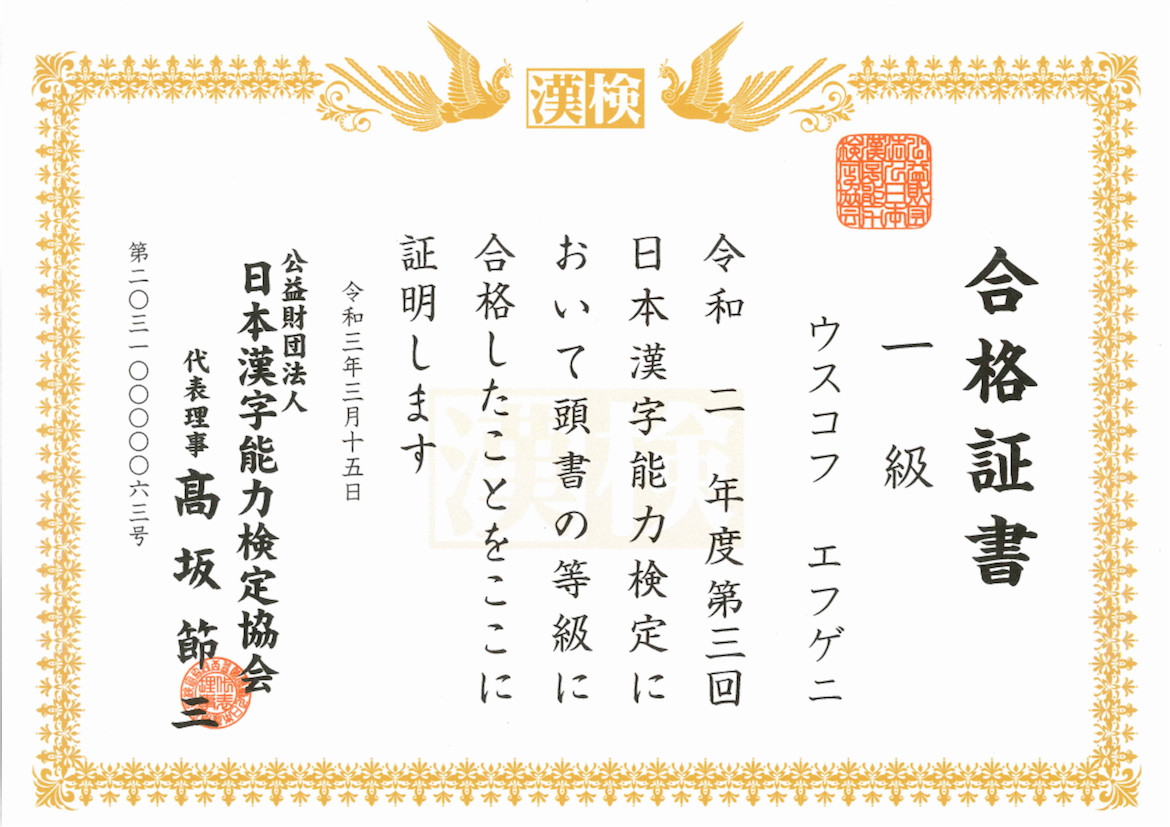
Certificat de niveau 1

Kanken sanctionne un niveau de lecture, d'écriture et d'emploi correct des kanjis.
Il existe dans 12 niveaux différents, du niveau 10 (le plus facile) au niveau 1 (le plus difficile), avec des niveaux intercalaires pré-2 et pré-1. Il est reconnu par le ministère de l'Éducation japonais à partir du niveau 8. Il dure 40 min pour les niveaux entre le 10 et le 8, et 1 heure pour les suivants. Les pourcentages de bonnes réponses nécessaires pour l'obtention du test sont de 80 % pour les niveaux 10 à 8, de 70 % pour les niveaux 7 à pré-2, et de nouveau de 80 % pour les niveaux 2, pré-1 et 1.
Kanken étant consacré uniquement aux kanjis, cet examen n'a pas les mêmes objectifs que le Japanese-Language Proficiency Test (JLPT), mais peut lui être complémentaire. Il est à l'origine destiné aux locuteurs de japonais natifs, mais il peut être passé par toute personne quelle que soit sa nationalité. Des centres d'examen sont installés en dehors du Japon (Paris, Lille et Grenoble en France), pour la communauté japonaise vivant sur place et pour les apprenants souhaitant attester de leur connaissance en kanjis. Les niveaux pré-1 et 1 ne sont organisés qu'au Japon. Trois sessions d'examen ont lieu par an, en février, en juin et en octobre.

## Programme par niveau

### Niveau 10
- Connaissance des 80 kanjis de la première année d'école primaire au Japon
- Connaissance et usage correct des hiragana et katakana

Les kanjis à connaitre pour ce niveau : 一　二　三　四　五　六　 七　八　九　十　百　千　 上　下　左　右　中　大　 小　月　日　年　早　木　 林　山　川　土　空　田　 天　生　花　草　虫　犬　 人　名　女　男　子　目　 耳　口　手　足　見　音　 力　気　円　入　出　立　 休　先　夕　本　文　字　 学　校　村　町　森　正　 水　火　玉　王　石　竹　 糸　貝　車　金　雨　赤　 青　白

### Niveau 9
- Connaissance des 240 kanjis des deux premières années d'école primaire au Japon

Les kanjis à connaitre en plus de ceux du niveau précédent pour ce niveau : 万　丸　交　京　今　会　体　何　作　元　兄　光 公　内　冬　刀　分　切　前　北　午　半　南　原　友　古　台　合　同　回　図　国　園　地　場　声　売　夏　外　多　夜　太　妹　姉　室　家　寺　少　岩　工　市　帰　広　店　弓　引　弟　弱　強　当　形　後　心　思　戸　才　教　数　新　方　明　星　春　昼　時　晴　曜　書　朝　来　東　楽　歌　止　歩　母　毎　毛　池　汽　活　海　点　父　牛　理　用　画　番　直　矢　知　社　秋　科　答　算　米　紙　細　組　絵　線　羽　考　聞　肉　自　船　色　茶　行　西　親　角　言　計　記　話　語　読　谷　買　走　近　通　週　道　遠　里　野　長　門　間　雪　雲　電　頭　顔　風　食　首　馬　高　魚　鳥 鳴　麦　黄　黒

### Niveau 8
- Connaissance des 440 kanjis des trois premières années d'école primaire au Japon

Les kanjis à connaitre en plus de ceux des niveaux précédents pour ce niveau : 丁 世 両 主 乗 予 事 仕 他 代 住 使 係 倍 全 具 写 列 助 勉 動 勝 化 区 医 去 反 取 受 号 向 君 味 命 和 品 員 商 問 坂 夫 始 委 守 安 定 実 客 宮 宿 寒 対 局 屋 岸 島 州 帳 平 幸 度 庫 庭 式 役 待 急 息 悪 悲 想 意 感 所 打 投 拾 持 指 放 整 旅 族 昔 昭 暑 暗 曲 有 服 期 板 柱 根 植 業 様 横 橋 次 歯 死 氷 決 油 波 注 泳 洋 流 消 深 温 港 湖 湯 漢 炭 物 球 由 申 界 畑 病 発 登 皮 皿 相 県 真 着 短 研 礼 神 祭 福 秒 究 章 童 笛 第 筆 等 箱 級 終 緑 練 羊 美 習 者 育 苦 荷 落 葉 薬 血 表 詩 調 談 豆 負 起 路 身 転 軽 農 返 追 送 速 進 遊 運 部 都 配 酒 重 鉄 銀 開 院 陽 階 集 面 題 飲 館 駅 鼻

### Niveau 7
- Connaissance des 640 kanjis des quatre premières années d'école primaire au Japon

Les kanjis à connaitre en plus de ceux des niveaux précédents pour ce niveau : 不 争 付 令 以 仲 伝 位 低 例 便 信 倉 候 借 停 健 側 働 億 兆 児 共 兵 典 冷 初 別 利 刷 副 功 加 努 労 勇 包 卒 協 単 博 印 参 史 司 各 告 周 唱 喜 器 囲 固 型 堂 塩 士 変 央 失 好 季 孫 完 官 害 察 巣 差 希 席 帯 底 府 康 建 径 徒 得 必 念 愛 成 戦 折 挙 改 救 敗 散 料 旗 昨 景 最 望 未 末 札 材 束 松 果 栄 案 梅 械 極 標 機 欠 歴 残 殺 毒 氏 民 求 治 法 泣 浅 浴 清 満 漁 灯 無 然 焼 照 熱 牧 特 産 的 省 祝 票 種 積 競 笑 管 節 粉 紀 約 結 給 続 置 老 胃 脈 腸 臣 航 良 芸 芽 英 菜 街 衣 要 覚 観 訓 試 説 課 議 象 貨 貯 費 賞 軍 輪 辞 辺 連 達 選 郡 量 録 鏡 関 陸 隊 静 順 願 類 飛 飯 養 験

### Niveau 6
- Connaissance des 825 kanjis des cinq premières années d'école primaire au Japon.

Les kanjis à connaitre en plus de ceux des niveaux précédents pour ce niveau : 久 仏 仮 件 任 似 余 価 保 修 俵 個 備 像 再 刊 判 制 券 則 効 務 勢 厚 句 可 営 因 団 圧 在 均 基 報 境 墓 増 夢 妻 婦 容 寄 富 導 居 属 布 師 常 幹 序 弁 張 往 復 徳 志 応 快 性 恩 情 態 慣 承 技 招 授 採 接 提 損 支 政 故 敵 断 旧 易 暴 条 枝 査 格 桜 検 構 武 比 永 河 液 混 減 測 準 演 潔 災 燃 版 犯 状 独 率 現 留 略 益 眼 破 確 示 祖 禁 移 程 税 築 精 素 経 統 絶 綿 総 編 績 織 罪 群 義 耕 職 肥 能 興 舌 舎 術 衛 製 複 規 解 設 許 証 評 講 謝 識 護 豊 財 貧 責 貸 貿 賀 資 賛 質 輸 述 迷 退 逆 造 過 適 酸 鉱 銅 銭 防 限 険 際 雑 非 預 領 額 飼

### Niveau 5
- Connaissance des 1 006 kanjis au programme de l'école primaire au Japon (kyōiku kanji)

Les kanjis à connaitre en plus de ceux des niveaux précédents pour ce niveau : 並 乱 乳 亡 仁 供 俳 値 傷 優 党 冊 処 刻 割 創 劇 勤 危 卵 厳 収 后 否 吸 呼 善 困 垂 城 域 奏 奮 姿 存 孝 宅 宇 宗 宙 宝 宣 密 寸 専 射 将 尊 就 尺 届 展 層 己 巻 幕 干 幼 庁 座 延 律 従 忘 忠 憲 我 批 担 拝 拡 捨 探 推 揮 操 敬 映 晩 暖 暮 朗 机 枚 染 株 棒 模 権 樹 欲 段 沿 泉 洗 派 済 源 潮 激 灰 熟 片 班 異 疑 痛 皇 盛 盟 看 砂 磁 私 秘 穀 穴 窓 筋 策 簡 糖 系 紅 納 純 絹 縦 縮 署 翌 聖 肺 背 胸 脳 腹 臓 臨 至 若 著 蒸 蔵 蚕 衆 裁 装 裏 補 視 覧 討 訪 訳 詞 誌 認 誕 誠 誤 論 諸 警 貴 賃 遺 郵 郷 針 鋼 閉 閣 降 陛 除 障 難 革 頂 骨

### Niveau 4
- Connaissance de 1 322 kanjis parmi les jōyō kanji

井 沢 浜 郎 影 援 離 雄 及 振 尾 秀 為 監 鮮 攻 響 沖 脱 訴 撃 描 弾 扱 継 致 兼 勧 迫 抗 芝 稲 歓 避 摘 翼 繰 沼 執 剤 　闘 壊 陣 維 項 丘 徴 却 隣 儀 惑 縁 遣 詳 拠 範 彩 旬 盤 柄 敏 載 慎 即 端 握 輝 跡 踏 侵 透 剣 微 飾 網 騒 驚 妙 雅 茂 誉 是 称 憶 戒 丈 拍 堅 威 隠 鬼 奇 狂 拓 尽 慮 釈 獲 雷 躍 抵 距 脚 豪 瞬 圏 罰 趣 巡 淡 駆 冒 耐 陰 襲 煮 需 紫 添 屈 鎖 露 敷 輩 黙 丹 繁 誇 暇 玄 浸 桃 俗 恒 腐 唐 峰 旨 斜 劣 霧 烈 噴 砲 仰 蓄 僧 征 狩 朱 寂 嘆 鑑 盾 慢 殖 凶 凡 尋 猛 堤 稿 吐 盆 幾 跳 暦 刈 澄 紋 鉛 漫 謡 扇 胴 舗 緯 傍 矛 惨 麗 獣 欄 搬 濁 戯 肪 鼓 朽 峠 芋 壱 雌 賦 箇 弐

### Niveau 3
- Connaissance de 1 607 kanjis parmi les jōyō kanji

### Niveau pré-2
- Connaissance de la plupart des lectures de 1 940 jōyō kanji

### Niveau 2
- Connaissance de toutes les lectures des 2 136 jōyō kanji
- Connaissance des 284 jinmei kanji servant à écrire les noms propres

### Niveau pré-1
- Connaissance de 3 000 kanjis, ce qui inclut des usages anciens

### Niveau 1
- Connaissance de 6 000 kanjis, ce qui inclut des usages anciens